# Lödighet
Lödighet är ett traditionellt mått på silverhalt. Namnet kan härledas ur de gamla svenska viktmåtten, där det gick 16 lod på 1 mark. Man räknade alltså i antalet lod rent silver som ingick i 1 mark av det legerade materialet. Lödigheten blir då antalet 16-delar rent silver. Exempelvis innebar "tolvlödigt silver" att det bestod av 12/16 = 75% rent silver. Lodet indelades i 18 grän. Om ingen siffra angavs avsågs rent silver, det vill säga att enbart "lödigt silver" var 16-lödigt och alltså inte hade någon annan metall inblandad. Sådant "rent" silver benämndes också som "fullödigt".
Enligt lag sattes lödighetsgränsen i Sverige för att få kallas silver 1594 vid 13 1/2 lod för gjutet och 13 3/4 lod för hamrat silver och 1596 till 13 1/2 lods silverhalt för alla silverarbeten. 1689 fick Stockholmsguldsmeder rätt att arbeta i 13-lödigt silver, medan gränsen på 13 1/2 lod behölls i övriga Sverige. 1752 bestämdes silverhalten till 13 1/4 lod (i decimalbråk 0,826125), det vill säga praktiskt taget detsamma som det nuvarande internationella måttet 830/1000.
Från 1974 deklarerades finhalten på silver genom instämpling av talet 830. En bättre kvalitet med påstämplingen 925 eller högre kallas sterlingsilver.
Regelverket har sett olika ut i olika länder. I Danmark-Norge tilläts silver med en halt på 12 lod, i Tyskland var lägsta tillåtna silverhalt 14 lod.
På medeltiden under nödår med silverbrist kunde silverhalten i det som skulle föreställa silvermynt nedgå ända till 2 lod (12,5 %), men det var alltså riktigt uselt silver.
Guldhalt mäts i karat och indelas i 12 grän.

## Fotnoter
1. ↑  Andrén Erik, Hellner Brynolf, Hernmarck Carl, Holmquist Kersti, red (1963). Svenskt silversmide 1520-1850 [D. 4] Guld- och silverstämplar. Stockholm: Nordiska museet. Libris 1406008
2. ↑  Gammalt silver ur kulturens samlingar, Bengt Bengtsson